# Coatbridge
Coatbridge (escocès: Cotbrig o Coatbrig, gaèlic escocès: Drochaid a 'Chòta) és una ciutat de North Lanarkshire, Escòcia, a uns 13,7 km a l'est del centre de Glasgow, situada a les terres baixes del centre. La ciutat, amb Airdrie veïna, forma part de l'àrea urbana de Greater Glasgow. Mentre que l'assentament més antic conegut de la zona es remunta a l'era de l'Edat de Pedra, la fundació de la ciutat es remunta al segle xii, quan es va concedir una Carta Reial als monjos de l'Abadia de Newbattle pel rei Malcolm IV. Coatbridge, juntament amb el seu veí Airdrie, forma l'àrea coneguda com a Monklands.
En els últims anys del segle xviii, l'àrea es va desenvolupar a partir d'una col·lecció de caseríos solts cap a la ciutat de Coatbridge. El desenvolupament i el creixement de la ciutat han estat íntimament connectats amb els avenços tecnològics de la Revolució Industrial, i en particular amb el procés d'escalfament. Coatbridge va ser un important centre escocès per a les obres de ferro i la mineria del carbó durant el segle xix i va ser descrit com "el cor industrial d'Escòcia" i el "Iron Burgh".
Coatbridge també va tenir una famosa reputació per la contaminació de l'aire i els pitjors excessos de la indústria. Tanmateix, cap a la dècada de 1920, les costures del carbó esgotaven i la indústria del ferro a Coatbridge estava en declivi ràpid. Després de la Gran Depressió, l'obra de ferro de Gartsherrie va ser l'última obra de ferro restant a la ciutat. Una publicació ha comentat que en el carbó de Coatbridge actual, el ferro i l'acer han estat consignats al patrimoni de ferralla del patrimoni.

## Història
Hi ha diverses explicacions sobre l'origen del nom de la ciutat. El nom del lloc Coatbridge apareix per primera vegada en una sèrie de mapes del segle xix, encara que el mapa de Roy 1750 assenyala "Cottbrig" com un llogaret a la zona de l'antic Monkland. Escòcia antiga 'Cot (t)' (casa de camp) i 'bergant' (pont). (Això es reflecteix en la manera en què els habitants fan referència a la ciutat o al seu centre com "The Brig". Una de les fonts declara que 'Coatbridge' es deriva de l'anglès mitjà 'cote', (casa de camp) o del vell gal·lès coed que significa "fusta".
Una explicació alternativa és que des del segle xiii l'àrea local era propietat de la família Colt, de vegades coneguda com a Coats, i els seus béns generaven topònims com Coatbridge, Coatdyke, Coathill i Coatbank. Drummond i Smith suggereixen que el nom deriva de la concessió de terres a Ranulphus el Colt al voltant del segle xii. No obstant això, els primers escocesos / ol / havien vocalizado a / o̞u / pel segle xvi i posteriorment es diftongizaron a / ʌu / en els escocesos moderns, de manera que 'Colt' s'havia convertit en 'Cowt' en lloc de 'Coat'. Escocès Moderna "Cot" (casa de camp) es realitza / kot /.

### Història primerenca: de l'edat del bronze a l'edat mitjana
L'establiment de l'àrea de Coatbridge data de 3000 anys a l'edat mesolítica. Un cercle de taüts de pedra de l'Edat de Bronze es va trobar a la finca de Drumpellier en 1852. S'han trobat diverses urnes i relíquies de l'edat de bronze a Coatbridge. Una casa de fusta de fusta de ferro i llàgrima estava situada al Loch en l'actualitat Drumpellier Country Park. Depenent del nivell de l'aigua al llac, encara es poden veure les restes. S'han descobert monedes romanes a Coatbridge i hi ha les restes d'una carretera romana als límits de la ciutat prop de l'autopista M8.

### Edat mitjana fins a finals delseglexviii
La zona de Monklands va heretar el seu nom després que l'àrea es concedís als monjos cistercencs de l'Abadia Newbattle pel rei Malcolm IV l'any 1162. 1er 1323 el nom de Monklands va aparèixer per primera vegada en la carta d'oficials. Els monjos van minar carbó i van cultivar la terra fins al moment de la reforma quan la terra va ser presa d'ells i lliurada a terratinents privats. En 1641 la parròquia de Monklands es va dividir entre Nova Monkland (actual Airdrie) i Old Monkland (actual Coatbridge). L'any 1745, l'exèrcit jacobita de Bonnie Prince Charlie es va apoderar de Coatbridge de les tropes governamentals en la seva marxa cap a Edimburg en una acció qualificada de Cantador de Coatbridge. Coatbridge es va descriure en el compte estadístic de 1799 com un "jardí immens" amb "extenses hortes", "collites de luxe" on abunden els rius amb salmó.

### Seglexix
El Canal Monkland va ser construït a finals del segle xviii per transportar carbó a Glasgow dels rics dipòsits locals. La invenció del procés de forn fort en 1828 va significar que els dipòsits d'irostone de Coatbridge podien ser explotats al màxim per l'enllaç del canal i el procés d'escalfament. Els nous avenços van permetre produir ferro amb dos terços menys de combustible. Summerlee Iron Works va ser una de les primeres obres de ferro per utilitzar aquesta tecnologia. A mitjans del segle xix hi havia nombrosos forns d'escalfament en funcionament a Coatbridge.
La indústria pròspera que havia sorgit al voltant de la nova indústria del ferro va requerir un gran nombre de treballadors no qualificats per a la mina i treballar en les plantes d'alt forn. Per tant, Coatbridge es va convertir en un destí popular per a un gran nombre d'irlandesos (especialment del comtat de Donegal a Ulster) que arribava a Escòcia. Les barres i plaques de ferro produïdes en les obres de ferro de Coatbridge eren les matèries primeres necessàries a tot l'Imperi Britànic per als ferrocarrils, la construcció, la construcció de pont i la construcció naval. Un exemple d'ús del ferro de Coatbridge es va incloure en l'armadura per a vaixells britànics que lluitaven a la guerra de Crimea.
Al llarg dels següents quaranta anys la població de Coatbridge va créixer un 600%. El personatge de l'àrea de Coatbridge va passar d'un paisatge rural, presbiterià de petits llogarets i masies a una ciutat industrial catòlica irlandesa, poblada i contaminada. En 1840, Rev William Park va escriure que:
| « | Falta indicar el text de la citació. | » |

La major part de la població de la ciutat vivia en fileres de cases adossades construïdes sota l'ombra de les obres de ferro. Aquestes llars solien ser propietat dels seus ocupadors. Les condicions de vida per a la majoria eren espantoses, la tuberculosi era abundant.
Per a uns pocs afortunats, es podrien guanyar fortunes "amb una rapidesa només igualada pels guanys principescos d'alguns dels aventurers que van acompanyar Pizarro al Perú", va assenyalar un observador [19]. Entre les històries d'èxit més rellevants es troben els sis fills del productor de Coatbridge, Alexander Baird. La família Baird s'havia involucrat en la mineria del carbó però va obrir una fosa de ferro per explotar el nou procés d'escalfament de la fosa de ferro inventat per James Beaumont Neilson. Posteriorment, la Baird va construir nombroses foses de ferro a Coatbridge, incloent les famoses obres de ferro de Gartsherrie. El munt de residus o "bing" de les obres de Baird's Gartsherrie es deia que era tan gran com la gran piràmide d'Egipte. Un fill, James Baird, va ser l'encarregat de construir setze forns d'explosió a Coatbridge entre 1830 i 1842. Cadascun dels sis fills d'Alexander Baird va ser reconegut com un milionari.
La ciutat va ser vívidament descrita per Robert Baird el 1845:
| « | Falta indicar el text de la citació. | » |

Al segle xix, la família Baird va exercir una influència penetrant sobre Coatbridge. Van ser responsables del disseny de la disposició del centre actual de la ciutat de Coatbridge. La terra per a l'Ajuntament i la terra que més tard va arribar a formar el Parc Dunbeth va ser lliurada a la ciutat pels Bairds. L'església de Gartsherrie va ser construïda per la família Baird. El nucli més antic i significatiu de la ciutat. Bairds va donar el lloc al Main Street per a la construcció de l'Església catòlica de Sant Patrici. L'Orde d'Orange va ser establerta a la ciutat pels escocesos d'Ulster, que també es van beneficiar del treball disponible. Els seus descendents continuen aquesta tradició lleial i l'Ordre a Coatbridge segueix sent un dels més recolzats a Escòcia. moviment sindical.

### Segles XX / XXI
Cap a 1885, els dipòsits d'irons de Monklands, una vegada abundants, s'havien esgotat en gran part. Es va fer cada cop més costós produir ferro a Coatbridge, ja que les matèries primeres havien de ser importats des de llocs tan llunyans com Espanya. El creixement de la indústria siderúrgica (a prop de Motherwell) també va comportar l'inici d'un descens de la demanda de ferro colat Coatbridge produït. Les condicions de vida seguien sentides. A la dècada de 1920, l'informe 'Coal and Power' de Lloyd George va descriure les condicions de vida a l'àrea de Rosehall de Coatbridge:
| « | Falta indicar el text de la citació. | » |

El llibre de George Orwell The Road to Wigan Pier va ser il·lustrat per una fotografia d'habitatges a la zona de Rosehall de Coatbridge. El 1934 es va produir un èxode a Corby a Anglaterra quan es va traslladar la planta de la Unió local. Això va tenir l'efecte d'un impacte de cop de martell a la indústria del ferro de la ciutat i va arribar al final de la producció de ferro greu. La decadència de la indústria de la construcció naval de Clydeside en la dècada de 1950 va suposar que la demanda de ferro finalment es va ensorrar. Un llegat de l'atur "devastador", les terribles condicions d'habitatge i algunes de les pitjors massificacions a Escòcia van deixar el seu segell al Coatbridge de principis de la dècada de 1930. Ja en 1936, Coatbridge va ser el lloc més poblat d'Escòcia.
A la dècada dels anys trenta i cinquanta, no obstant això, els programes massius de construcció d'habitatges patrocinats per l'Estat van veure que milers de cases noves es van construir a Coatbridge i es van eliminar alguns dels pitjors exemples d'habitatge de barri baix. A principis de la dècada de 1980, el 85% de les llars de Coatbridge formaven part del parc d'habitatges de les autoritats locals. L'últim dels forns d'última generació, les famoses obres de William Baird, Gartsherrie, va tancar el 1967.
Des dels anys 70, hi ha hagut diverses iniciatives per intentar regenerar Coatbridge. Les subvencions a les ajudes urbanes, les subvencions de la Unió Europea i, més recentment, l'Associació per a la Inclusió Social han intentat donar una nova vida a Coatbridge. Malgrat aquests esforços, la població de la ciutat ha continuat creixent i, en els últims anys, la ciutat ha estat anomenada "la més nefasta a Escòcia".

## Cultura
Coatbridge és la seu del "Museu més sorollós d'Escòcia", Parc Estatal d'Summerlee, que conté una visió de la vida en el Coatbridge industrial. Una fila de cases rurals, una línia de tramvia de treball i una mina de carbó real poden experimentar-se en el lloc. El parc està situat a les restes d'un dels forns històrics de Coatbridge.

### Literatura, teatre i cinema
Janet Hamilton, poeta i assagista del segle xix, va morir a Langloan el 1873. Els escriptors actuals Anne Donovan (guanyador del premi Orange), Brian Conaghan (l'autor de tres novel·les The Boy Who Made it Rain '(2011)' Quan el senyor Dog Bites '(2014) i' Les bombes que ens van portar junts '(2016) i el guardonat autor Des Dillon són totes de Coatbridge. Coatbridge ha presentat regularment en l'obra de Des Dillon. Dos dels seus llibres sobre Coatbridge s'han convertit en obres de teatre.
Mark Millar és un escriptor de còmics de Coatbridge que ha traduït la seva sèrie de còmics Wanted en un llargmetratge protagonitzat per Angelina Jolie i Morgan Freeman, així com la gran novel·la gràfica Kickass que es va adaptar a l'exitosa pel·lícula del mateix nom el 2010. Coatbridge va néixer Dame Laurentia McLachlan va ser l'abadessa benedictina de la comunitat Stanbrook, la correspondència amb George Bernard Shaw i Sydney Cockerell va ser objecte de la pel·lícula The Best of Friends. Coatbridge també és la seu del festival anual de fregits profunds. Els cineastes locals Duncan i Wilma Finnigan han estat descrits per The List com 'John Cassavetes i Gena Rowlands of Coatbridge'.

### Música
Thomas McAleese (àlies Dean Ford) va ser el principal cantant de The Marmalade que tenia un número unic del Regne Unit el 1969 amb una portada de The Beatles "Ob-La-Di, Ob-La-Da" i co-va escriure "Reflexions de My Life ", el major èxit mundial de Marmalade. Els germans de Coatbridge Greg Kane i Pat Kane són la banda Hue and Cry. Nascut a Coatbridge, Alan Frew és ex vocalista del grup canadenc Glass Tiger. Cha Burns (mort), Jimme O'Neill i JJ Gilmour de The Silencers són de Coatbridge. Les germanes Coatbridge, Fran i Anna, eren un famós duo de l'escena musical escocesa.

### Coatbridge i Irlanda

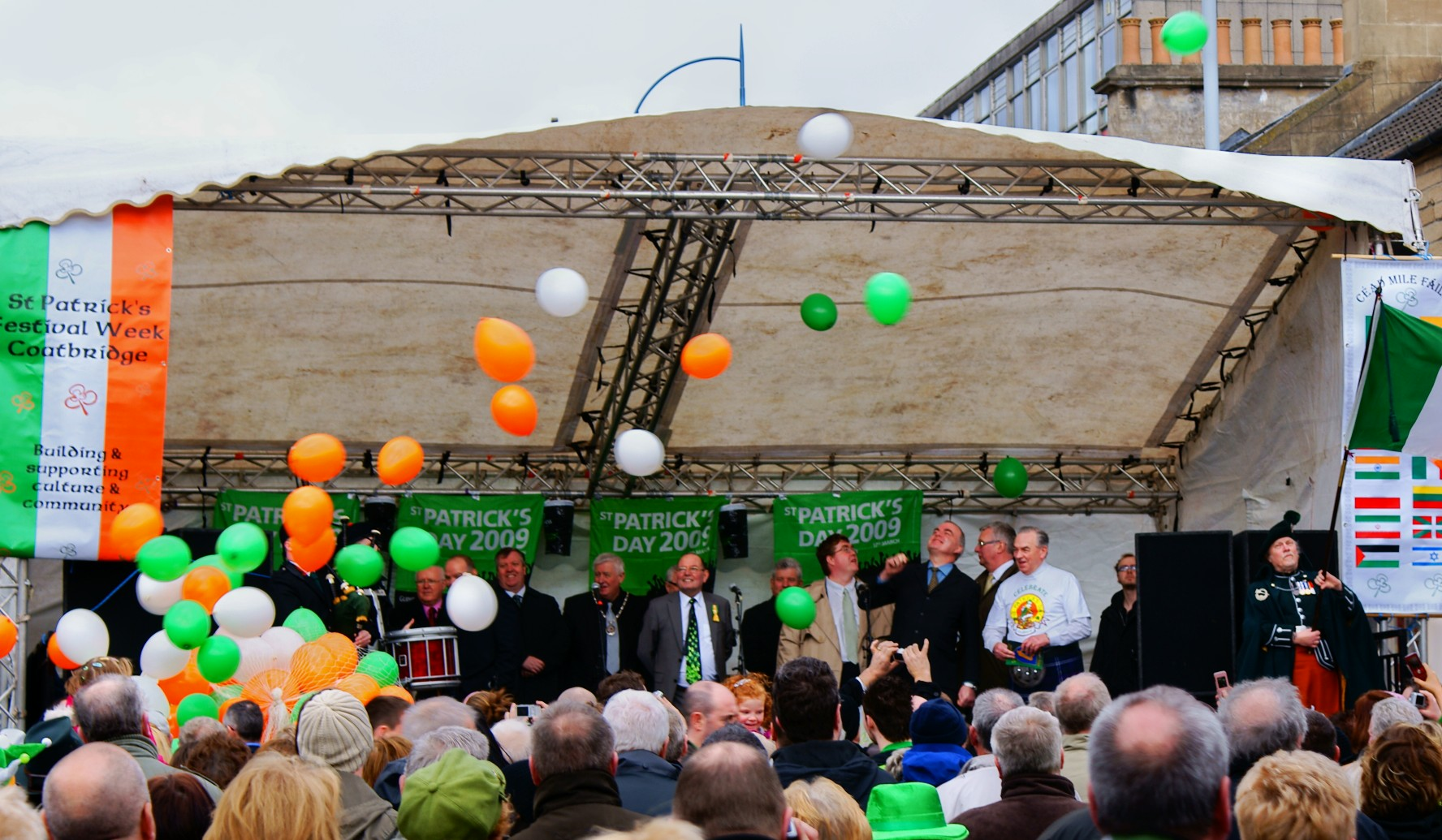
St. Patrick's Day el 2009

Festes de Sant Patrici a Coatbridge, 2009
Coatbridge és especialment conegut pels seus vincles històrics amb Irlanda. Això es deu principalment a la immigració a gran escala a la ciutat d'Ulster (especialment del comtat de Donegal) al segle xix i durant la major part del segle xx. De fet, la ciutat ha estat anomenada "Irlanda petita".
La manifestació més òbvia d'aquests enllaços es pot veure en el Festival anual del Dia de Sant Patrici. El festival està patrocinat pel Govern irlandès i Guinness. El festival funciona durant més de dues setmanes i inclou conferències, espectacles de cinema, concursos de dansa / concursos de futbol gaèlic i espectacles musicals. El festival és la celebració irlandesa més gran d'Escòcia.

### Accent de Coatbridge
L'accent de Coatbridge ha estat categoritzat com fer menys ús de la llengua escocesa i mostrar una tendència a fer èmfasi en la vocal 'a' de manera diferent a l'ús escocès general. Exemples d'això es veuen la pronunciació de les paraules escalinata (sterr), cabell (herr), fira (ferr) i cadira (cherr). Aquesta enunciació diferent s'ha atribuït a l'impacte dels successius afluents dels immigrants catòlics de Ulster en Coatbridge. No obstant això, el caràcter distintiu de l'accent i la pronunciació de Coatbridge ha disminuït a mesura que les diverses poblacions de l'entorn (especialment Glasgow) s'han barrejat amb la de Coatbridge.

## Escut d'armes

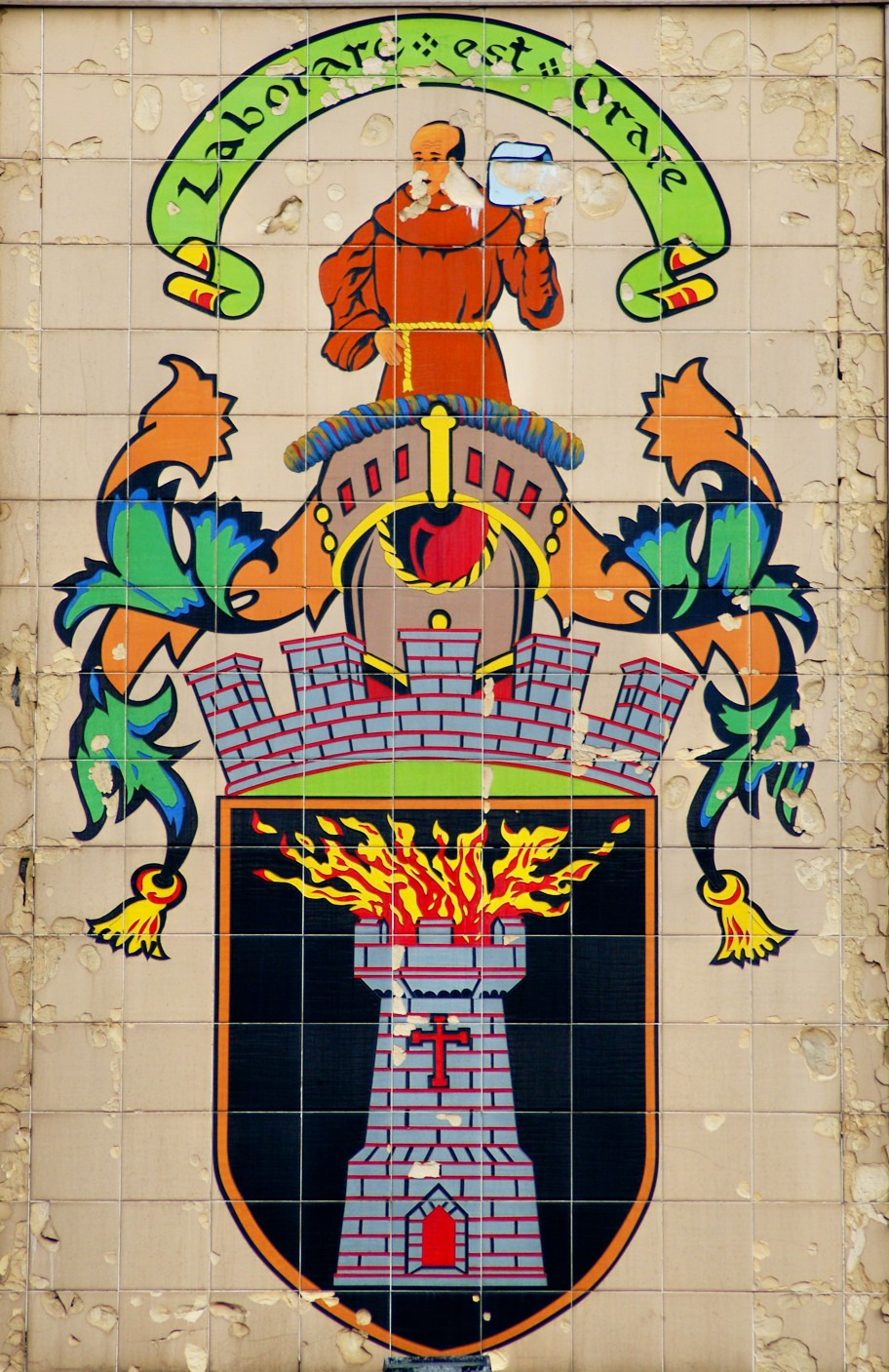
Escut d'armes

Coatbridge va rebre el seu estatus de burgh en 1885, i va ser concedit per l'aristocràsia per Lord Lord en 1892. Les armes tenen un camp negre i una torre flamejada per representar un forn elevat i la tradició industrial de Coatbridge. La cresta és un monjo que sosté una pedra a la mà esquerra. La pedra es relaciona amb l'antiga parròquia de Monklands i la llegenda del 'aul' Kirk stane '. La llegenda del 'aul' Kirk stane 'és que un pelegrí que realitzava una penitència de Glasgow portava una pedra en direcció a Monklands. Quan no podia portar la pedra cap més enllà (o en una altra versió de la llegenda, quan un àngel li parlava), va baixar la pedra. Va ser on la pedra descansava que havia de construir una església. L'església és l'actual monestir antic de Kirk, on encara es pot veure la pedra.
El lema llatí 'Laborare est orare' es tradueix com "treballar és pregar", que s'origina en els escrits de Sant Benet i està comunament associat amb l'ordre cistercenca els monjos van arribar a Monklands al segle xii.

## Govern Local
Coatbridge està representat per tres nivells de govern elegit. El Consell de North Lanarkshire, l'autoritat local unitària de Coatbridge, es basa en Motherwell, i és l'òrgan executiu, deliberatiu i legislatiu responsable de la governança local. El Parlament escocès és responsable de qüestions devoltades com l'educació, la salut i la justícia [64], mentre que els assumptes reservats són tractats pel Parlament del Regne Unit.
Fins a 1975, Coatbridge tenia el seu propi Burgh Council. Entre 1975 i 1996, Coatbridge va formar part del Consell Comarcal de Monklands i del Consell Regional de Strathclyde. Durant la campanya de eleccions electorals a Monklands East de 1994, hi va haver acusacions [65] de sectarisme i nepotisme a favor de Coatbridge pel veí Airdrie pel consell de districte de Monklands. Veure la elecció parcial de Monklandsgate and Monklands East, 1994. El fet que tots els disset consellers del Treball eren catòlics van portar a Coatbridge a ser vist com una "ciutat catòlica". Les consultes posteriors no van mostrar proves de sectarisme, però es va demostrar que les acusacions de nepotisme eren certes.
Coatbridge actualment forma part de la circumscripció burkiana de Coatbridge, Chryston i Bellshill, i elegeix un parlamentari (MP) a la Cambra dels comuns del Parlament del Regne Unit. Abans de la creació de la circumscripció electoral en 2005, Coatbridge estava a la circumscripció de Coatbridge i Chryston. Hugh Gaffney del Partit Laborista escocès ha estat el diputat des de les primeres eleccions de 2017. Als efectes del Parlament escocès, Coatbridge forma part del districte de Coatbridge i Cryston, que està representat per Fulton MacGregor del Partit Nacional escocès. Coatbridge també està representat per set MSP regionals de la regió electoral d'Escòcia Central [67]. Una petita part de les franges orientals de la ciutat forma part de la circumscripció de Airdrie i Shotts que està representada per Alex Neil al Parlament escocès i Neil Gray al Parlament de Westminster, ambdós del SNP.
Entre els polítics notables de Coatbridge es troben: la Baronessa Liddell, anteriorment diputada, que era anteriorment secretària d'Estat per a Escòcia i l'Alt Comissionat de Gran Bretanya a Austràlia, i Lord Reid, també exdiputat que era exsecretari d'Estat d'Irlanda del Nord i secretari d'estat. Lord Reid és antic president del Celtic F.C.

## Demografia
| Any  | Població |
| ---- | -------- |
| 1755 | 1,813    |
| 1831 | 9,580    |
| 1851 | 27,333   |
| 1901 | 36,991   |
| 1911 | 43,286   |
| 1921 | 43,909   |
| 1931 | 43,056   |
| 1951 | 47,685   |
| 1961 | 54,262   |
| 1971 | 51,493   |
| 1981 | 48,445   |
| 2001 | 41,170   |

Segons el Cens 2001 del Regne Unit, la localitat censal de Coatbridge tenia una població resident total de 41.170, o el 13% del total de North Lanarkshire. Aquesta xifra, combinada amb una superfície de 6,818 milles quadrades (17,7 km²), proporciona Coatbridge amb una densitat de població de 6.038 habitants per milla quadrada (2.331 / km²). Les edats mitjanes d'homes i dones que vivien a Coatbridge eren 35 i 38 anys respectivament, en comparació amb 37 i 39 anys a tot l'Escòcia. 34% es van casar, el 6,1% eren parelles que conviuen, el 14,7% eren famílies monoparentals i el 32,5% eren famílies.
El lloc de naixement dels residents de la ciutat era el següent: el 98,7% del Regne Unit (inclòs el 96% d'Escòcia), el 0,32% de la República d'Irlanda, el 0,30% d'altres països de la Unió Europea i el 0,72% d'altres parts del món. L'activitat econòmica dels residents de 16 a 74 anys va ser del 39,3% en ocupació a temps complet, del 9,4% en ocupació a temps parcial, del 3,6% en autònoms, del 5,3% en la desocupació, del 2,5% en els estudiants, en el 3,2% en els estudiants sense ocupació, en el 13,4% es va retirar, el 5,7% tenia cura de la llar o la família, el 12,0% estava permanentment malalt o incapacitat, i el 5,7% estava econòmicament inactiu per altres motius. En comparació amb la demografia mitjana d'Escòcia, Coatbridge té una proporció baixa de persones nascudes fora del Regne Unit i persones majors de 75 anys.
Durant el segle xix, els irlandesos van començar a arribar en gran nombre a Coatbridge. El cens del Regne Unit de 1851 va registrar que els irlandesos constituïen el 35,8% de la població local. Una proporció significativa d'aquests immigrants eren protestants, però la majoria eren catòlics. Per al cens del 1901 del Regne Unit, el percentatge de persones irlandeses a Coatbridge havia caigut al voltant d'un 15%, però es va mantenir com el més alt de totes les principals ciutats d'Escòcia. En el Cens 2001 del Regne Unit, l'ètnia irlandesa es va registrar en poc més de l'1%, encara que gairebé la meitat de la població va reclamar la seva denominació religiosa com a catolicisme romà. El 1985, el 56% de la població de Coatbridge era catòlica romana.
L'any 2006, Coatbridge (juntament amb Port Glasgow i Clydebank) es va identificar com "la ciutat escocesa menys important d'Escòcia" a causa de tenir el major percentatge de noms irlandesos al país. Segons informes, més del 28% dels adults en Coatbridge tenien noms amb orígens irlandesos.
Altres immigrants a Coatbridge han inclòs a la dècada de 1880 una petita quantitat de lituans. El 1905, part d'una "onada" d'immigrants procedents de Monte Cassino a Itàlia es va establir a Coatbridge. Un petit nombre de polonesos s'havia quedat a Coatbridge després que un regiment de tancs polonès estava situat a la ciutat durant la Segona Guerra Mundial.
Economia
El segle XXI Coatbridge és el lloc de la base de contenidors de l'interior d'Escòcia. Coatbridge va ser triat com a lloc en part a causa de la proximitat de diverses xarxes de ferrocarrils i autopistes. [29] Fabricants de sistemes PA i altaveus Tannoy Ltd. té la seu a Coatbridge. Lees Foods Plc és una empresa local de confiteria i productes de fleca i els fabricants del bar Lees Macaroon. La destil·leria Scotch Whiskey de William Lawson s'ha localitzat a Coatbridge des de 1967. Coatbridge va acollir un dels primers dipòsits B & Q, que es va tancar el 2006 i es va traslladar al nou parc minorista. El negoci familiar més antic de Coatbridge i Airdrie és director funerari, Donald McLaren Ltd, fundat el 1912.
Pel que fa a l'habitatge, els preus immobiliaris a Coatbridge han sofert un ràpid creixement des de l'any 2000. El 2005, els preus de l'habitatge van augmentar un 35%, segons sembla, el major increment d'aquest tipus a Escòcia.

## Transport

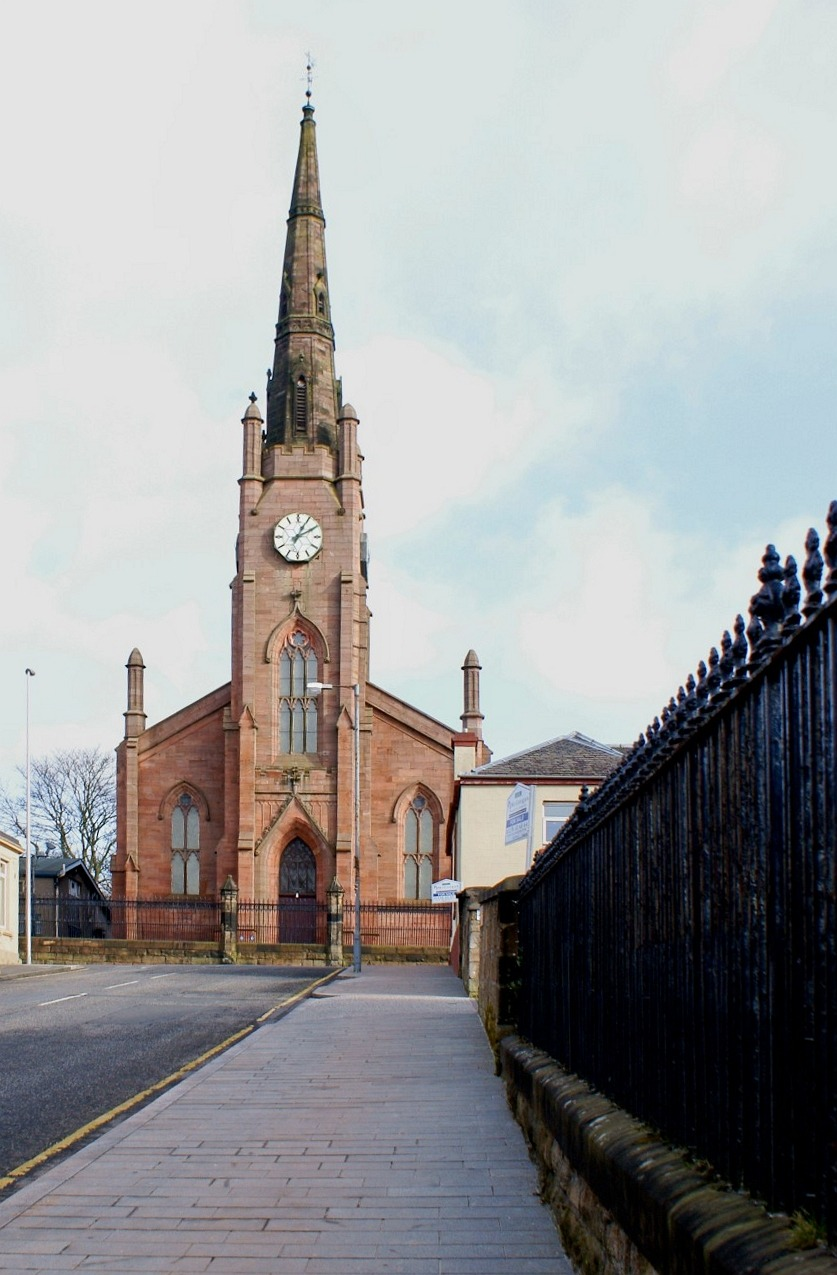
Catedral de Sant Andreu

El canal Monkland (completat el 1791) va ser utilitzat en els segles xix i xx per transportar carbó i ferro a Glasgow. La secció central del canal estava enterrada en canonada entre Sikeside i Blair Road a mitjan anys setanta. Alguns trams del Canal Monkland encara es poden veure avui entre Townhead i Drumpellier. Coatbridge és adjacent a les autopistes M8 i M73. L'autopista M74 també és a poca distància amb cotxe. Les principals ciutats d'Edimburg, Stirling i Glasgow estan a la distància de viatge.
A causa de la quantitat de línies ferroviàries que travessaven Coatbridge, va ser anomenada "Crewe of the North" [88]. Hi ha sis estacions de ferrocarril a les quatre línies que travessen la ciutat: la línia Motherwell-Cumbernauld; Argyle Line; Línia Whifflet; i North Clyde Line. Les sis estacions dins de Coatbridge i en aquestes línies són: Blairhill; Coatbridge Central; Coatbridge Sunnyside; Coatdyke; Kirkwood; i Whifflet.
Coatbridge ha tingut estacions de passatgers addicionals, com Langloan i Calder Station (Greenend); aquestes estacions s'han tancat durant molts anys.
Els autobusos de McGill són responsables de la majoria dels serveis d'autobusos de la ciutat, després de comprar la majoria de les empreses locals més petites. Els autobusos es troben a Go Zone 8 a la xarxa de McGill. Els autobusos uneixen tots els barris principals amb el 212 continuant fins a Airdrie, Plains i Caldercruix.

## Barris

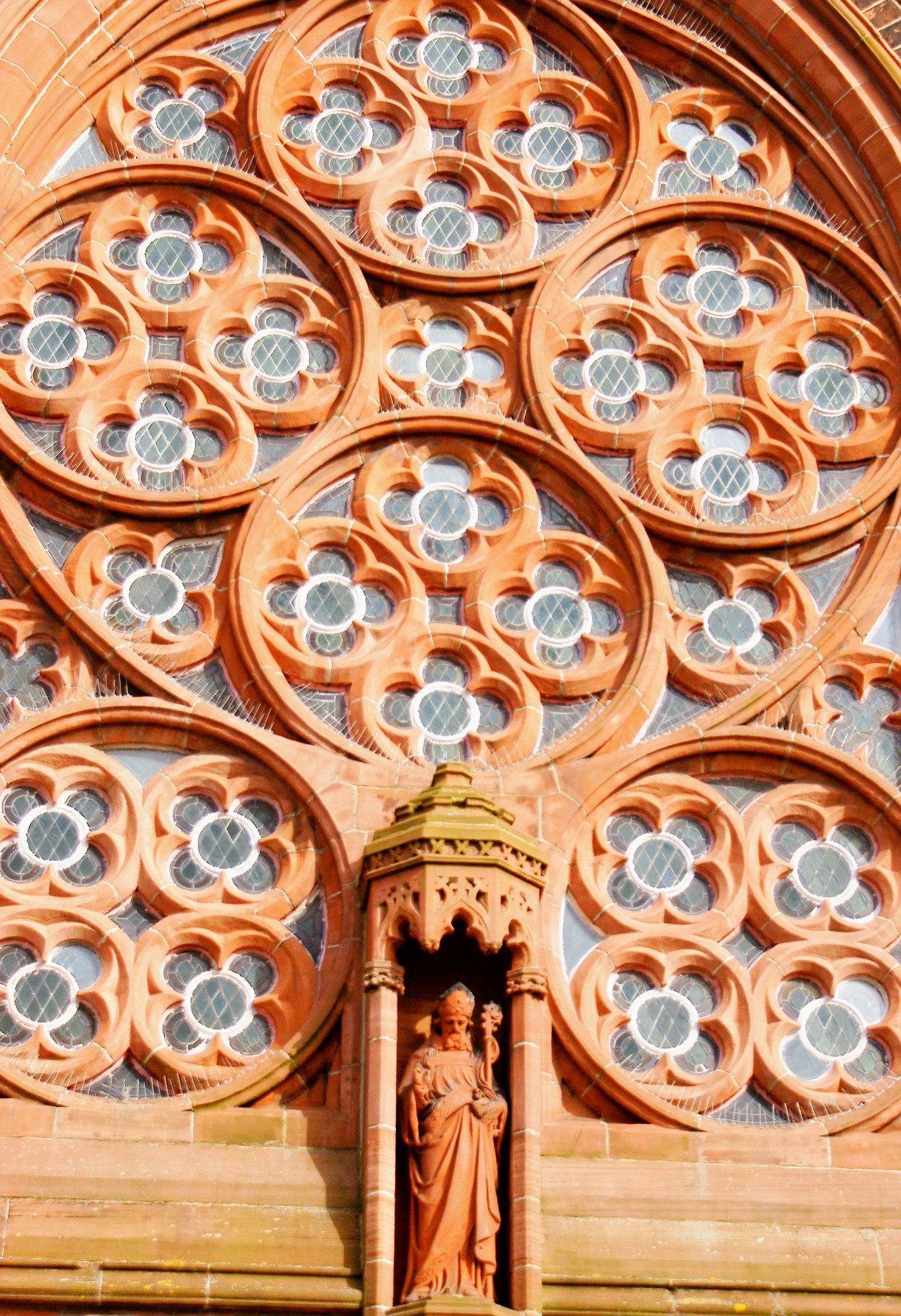
St. Augustine's Church, Dundyvan

El mapa més antic que mostra Coatbridge és per Timothy Pont publicat a l'holandès wold de Johan Blaeu de Clyds-dail (1654). Els districtes de Dunpelder, Gartsherrie, Langloan, Kirkwood, Kirkshaws i Whifflet són evidents.
Els barris de Coatbridge, Blairhill, Brownshill, Carnbroe, Cliftonhill, Cliftonville, Coatbank, Coatdyke, Cuparhead, Drumpellier, Dunbeth, Dundyvan, Espieside, Gartsherrie, Greenhill, Greenkill, Kirkshaws, Kirkwood, Langloan, Old Monkland, Rosehall, Shawhead, Sikeside, Summerlee, Sunnyside, Townhead i Whifflet. Victoria Park és una zona relativament nova, a prop del centre de la ciutat, que va ser construït sobre un terreny marítim una vegada ocupat per la indústria pesant. Els barris de Blairhill i Dunbeth formen part de la zona de conservació de Blairhill i Dunbeth.
Whitelaw és l'àrea del centre de la ciutat, però és un terme que no s'ha usat durant molts anys. La font que es troba al centre de la ciutat a la cantonada de Main Street i South Circular Road es diu oficialment Font Whitelaw.

## Educació
Coatbridge College va ser construït com la primera escola d'Escòcia a finals del segle xix. Quan Coatbridge s'ha allunyat de les indústries pesants tradicionals, l'enfocament de l'ensenyament s'ha desplaçat dels cursos tradicionals de la indústria cap al comerç, la cura i les arts. St Ambrose, St Andrew's i Coatbridge High són les escoles secundàries més conegudes que serveixen a Coatbridge. Les dues primeres són catòliques romanes. St Ambrose va ser objecte d'una visita d'avaluació de seguiment de l'IMH el gener de 2009. El periodista i l'emissora de l'esport, Bob Crampsey, anteriorment va ser director de St Ambrose. La cantant i presentadora de televisió Michelle McManus és una antiga alumna de l'escola. El prominent àrbitre de futbol Willie Collum va ensenyar l'educació religiosa a St Ambrose a principis dels anys 2000.
Com ja s'ha esmentat anteriorment, Coatbridge té 3 escoles secundàries: St. Andrew's H.S (inaugurada el 2006), Coatbridge H.S (inaugurada el 2008) i St. Ambrose H.S (inaugurada el 2013). L'HS de St. Andrew està format per personal i alumnes de les dues antigues escoles de St. Patrick's HS (anteriorment ubicades a la zona del nou Coatbridge HS) i Columba HS, des d'aleshores, ambdues escoles han estat demolides al voltant de la data de la inauguració de les escoles Octubre de 2006.

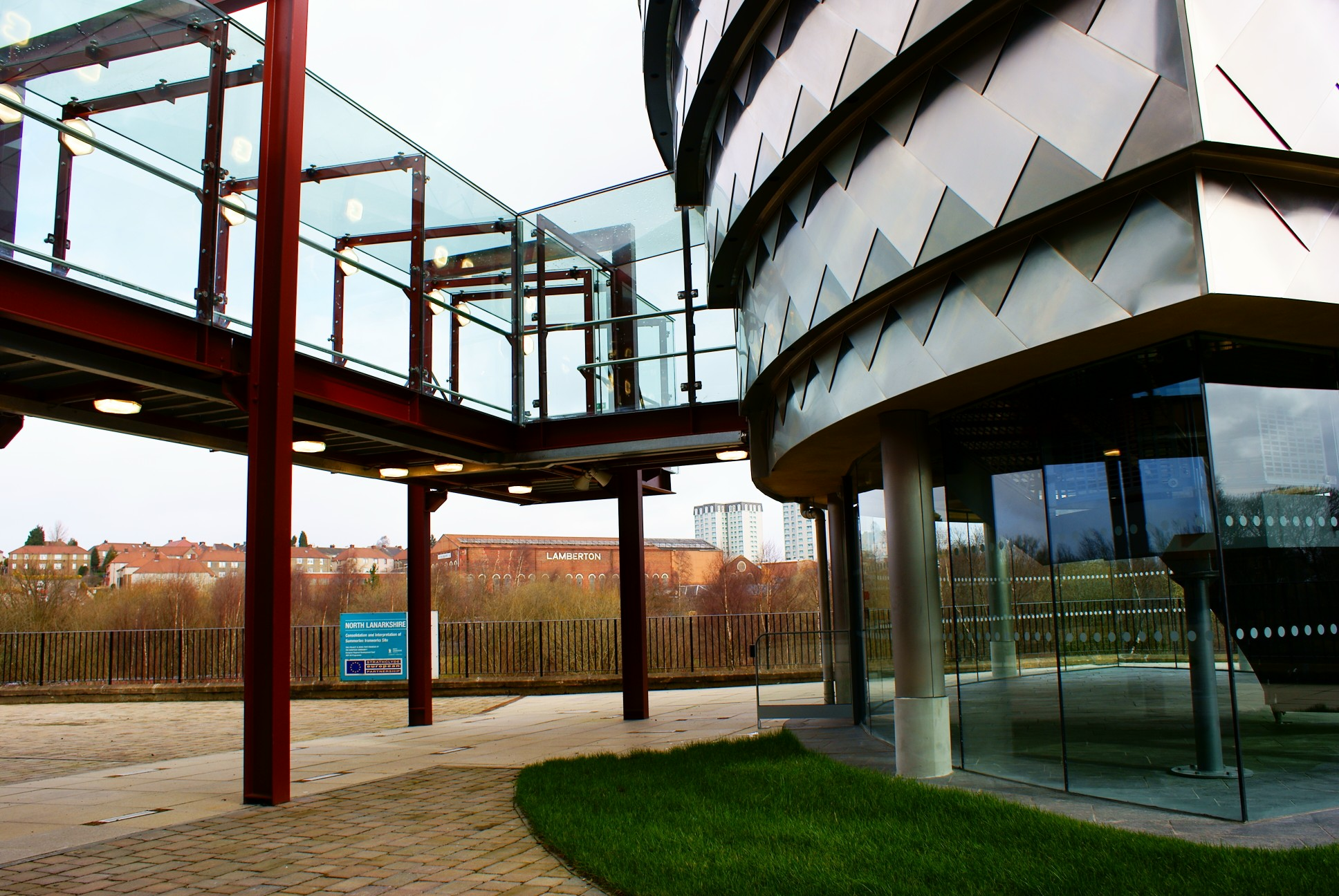
Summerlee Heritage Park

Coatbridge H.S està format per personal i alumnes de l'original Coatbridge H.S (actualment Greenhill Primary i Drumpark Primary) i personal i alumnes de l'anterior Rosehall H.S (anteriorment situat a la frontera de St. Andrew's H.S).
Coatbridge també té diverses escoles de necessitats especials com Pentland School (escola primària), Portland High School, Drumpark School, Willowbank School (High School) i Buchanan High School [92].
Serveis públics
Coatbridge forma part de les regions occidentals d'aigua i clavegueram d'Escòcia. La gestió local de residus és proporcionada per l'autoritat local de North Lanarkshire. Els subministraments d'aigua són subministrats per Scottish Water, una corporació del govern escocès propietat del govern. L'operador de la xarxa de distribució de Coatbridge per a l'electricitat és Power Scottish. [93] Coatbridge és servit per l'hospital Monklands, situat al costat de Airdrie de la frontera de Coatbridge / Airdrie. El taulell de l'NHS és el NHS Lanarkshire. Scottish Fire and Rescue Service és el servei de guardamobles i rescat que opera a Coatbridge. La policia a Coatbridge és proporcionada pel Servei de Policia d'Escòcia (Divisió Lanarkshire). L'Associació Strathclyde for Transport, organisme públic a Escòcia, té responsabilitats operatives directes, com ara donar suport (i en alguns casos executar) serveis d'autobusos locals, i gestionar la integració de bitllets a Coatbridge i altres zones de l'antiga regió de Strathclyde. Transport Escòcia gestiona la xarxa ferroviària local.
L'autoritat local responsable del servei basat en la comunitat a Coatbridge és el Consell North Lanarkshire. L'ajuntament ofereix serveis locals relacionats amb l'educació, el treball social, el medi ambient, l'habitatge, el manteniment de carreteres i l'oci.

## Ciutats agermanades
- St. Denis, França;[33]
- Campi Bisenzio, Itàlia[33]
- Gatchina, Rússia.[33]